# Hexatoma hilpoides
Hexatoma hilpoides är en tvåvingeart som först beskrevs av Alexander 1923.  Hexatoma hilpoides ingår i släktet Hexatoma och familjen småharkrankar. Inga underarter finns listade i Catalogue of Life.